# Burnsville (Wirginia Zachodnia)
Burnsville – miasto w Stanach Zjednoczonych, w stanie Wirginia Zachodnia, w hrabstwie Braxton.